# Alberto Ponis

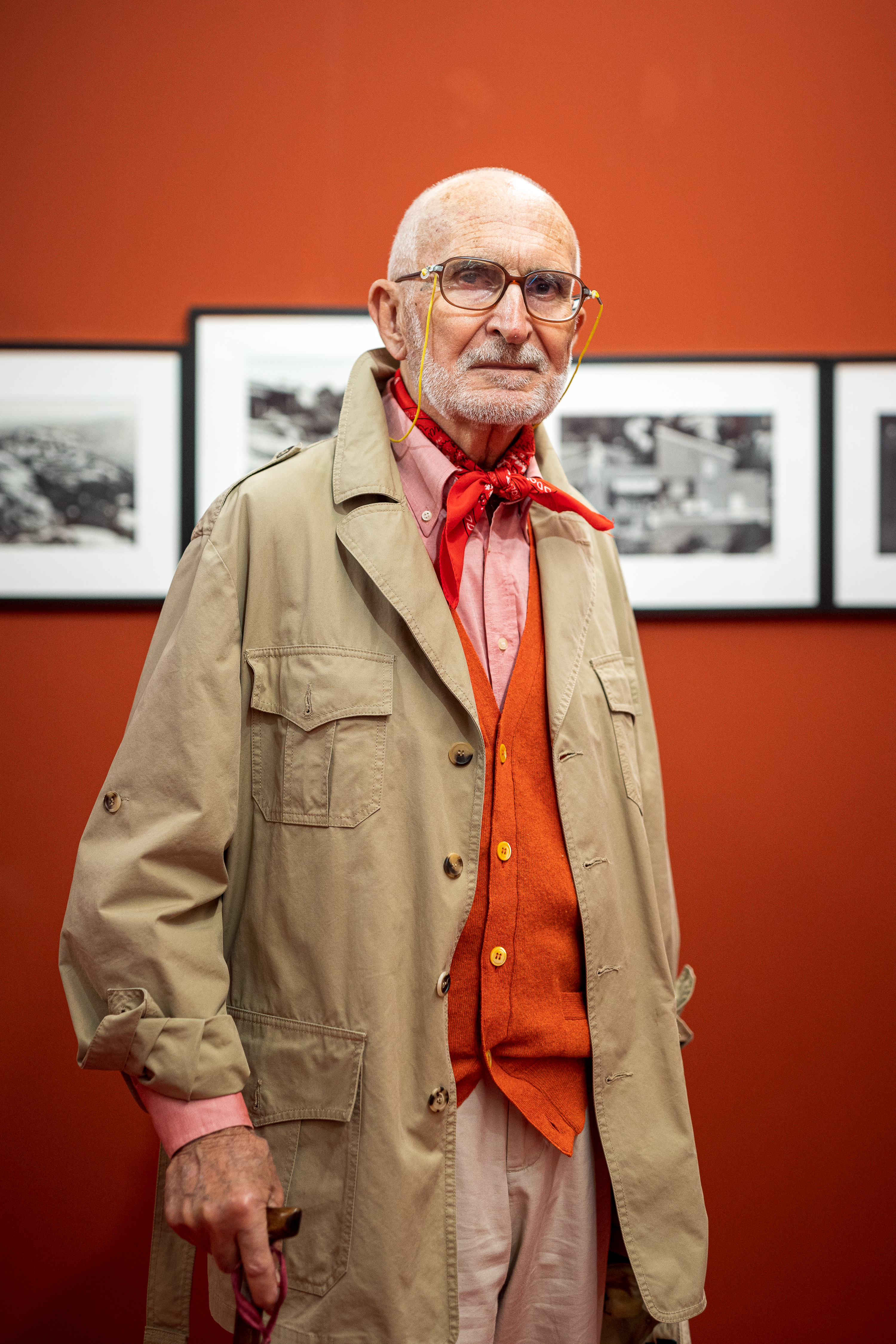
Alberto Ponis (2020)

Alberto Ponis (* 28. September 1933 in Nervi, Genua; † 23. Oktober 2024 in Palau) war ein italienischer Architekt. Er galt als «Sardiniens Architekt».

## Leben
Alberto Ponis war er Sohn des Unternehmers Mario Alberto Ponis (M.I.T.A.), der Teppiche, Textilien und Wandteppiche für Künstler herstellte und mit einigen der größten Künstler und Designer der Zeit wie Giò Ponti, Arturo Martini, Fortunato Depero, Mario Sironi, Arnaldo Pomodoro und Giò Pomodoro sowie Luigi Vietti zusammenarbeitete. Er studierte ab 1953 an der Architekturschule der Universität Florenz. In den frühen 1960er Jahren arbeitete er in London für Ernő Goldfinger und später für Denys Lasdun und setzte sich mit der modernistischen und brutalistischen Architektur auseinander.
Ab 1963 arbeitete er hauptsächlich auf Sardinien und konzentrierte sich auf die Gestaltung von Wohngebäuden an der Küste der Gallura. Er entwarf und realisierte mehr als 200 Wohngebäude, die er in die Umgebung und die traditionellen ländlichen Architektur der Costa Paradiso in Trinità d’Agultu e Vignola und Punta Sardegna einband. Sein Büro Studio Ponis in Palau führte er zusammen mit Aldo E. Ponis (Stadtplaner) und (seiner Ehefrau) Annarita Zalaffi (Ingenieurin) sowie mit Büros in Palau, Rom und Genua. Zusammen bearbeiteten sie Projekte im Wohnungsbau, dem öffentlichen Bau und dem Städtebau, entwarfen Wohnanlagen und Infrastrukturen für den Tourismus in Italien, Tunesien und Ägypten und nahmen an zahlreichen Architekturwettbewerben teil.
Im Jahr 1990 erhielt er den INARCH-Preis für die Wohnsiedlung „Stazzu Pulcheddu“ in Palau. Im Jahr 2020 erhielt er den INARCH/ANCE Sardegna-Preis für sein Lebenswerk.
Ponis starb am 23. Oktober 2024 im Alter von 91 Jahren in Palau.